# 王光復
王 光復（おう こうふく、1917年11月10日 - 2008年7月9日）は中華民国空軍の軍人。戦闘機操縦士で日中戦争（太平洋戦争）時のエース・パイロット。北京出身。

## 経歴
1916年11月10日、王光復は京都（北京）市内で父王治昌・母董洁如の間に十一人兄妹の五男として生まれた。王治昌は早稲田大学の出身で、北京大学教授と北洋政府代理工商部長を務めていた。
1935年、空軍軍官学校に第9期で入学、飛行訓練を受けて1939年7月1日に昆明の航空学校を卒業した。1940年に新疆伊寧でソ連軍顧問の訓練を受け、1941年に第3大隊第7中隊に配属されると重慶・成都の防空任務についた。
1943年7月27日、クレア・リー・シェンノートによって第14空軍の下に中米混成航空団（CACW）が編成された。中国空軍から第1、第3、第5大隊がCACWへ編入され、43年8月からインド（現：パキスタン）のカラチで合同訓練を行った。第3大隊第7中隊員の王光復はその一員として訓練を受け、10月にヒマラヤを越えて中国に戻った。
1944年6月25日に王は飛行第9戦隊所属の二式単座戦闘機3機を共同撃墜する初戦果を報じた。王の乗機はP-40N-5で、機首上部に漢字で書かれた「太公令」は周代の斉の始祖・呂尚（太公望）にちなんでいる。1944年5月7日、「太公令」号は梁山で着陸事故を起こして修理されたが、1945年1月に老河口で再度損傷した。
1944年7月28日、黄河の橋脚破壊に向かうB-25を護衛中に二式単座戦闘機を1機撃墜、2機を損傷させる。続いて9月20日、羊楼司の日本軍の物資集積所を爆撃に行くB-25の護衛任務を受け、洞庭湖を過ぎたところで一式戦闘機20機が襲ってきたが、王は無線で気づかないふりを指令して一式戦を引きつけ、近づいた所で一斉に射撃した。王は、下方に逃れていく1機を急降下で捕捉して撃墜した。（日本側の記録によれば飛行第52戦隊の大元軍曹か、二宮伍長とみられている。）
10月27日、第3大隊のP-40・16機は漢口近郊に向かい列車や河川運輸を攻撃した後、荊門の日本軍飛行場へ向かい、飛行場上空を周回中であった九九式双発軽爆撃機9機と一式戦10機に襲いかかった。この戦いで16機の撃墜が報じられ（日本側の記録によると損害は計9機）、特に王光復は一式戦を共同撃墜1（0.5機）、単独による撃墜2機、九九双軽1機を堕として計3.5機の撃墜を記録した。
1945年、第7中隊はP-51へ換装し、王はP-51に乗って1機を撃墜している。
王光復の総撃墜記録は8.5機（6.5機との記録も）を数えたが、彼の戦果は空中戦闘によるものだけでなく、地上攻撃でも多くの戦果を上げた。CACWは日本軍の補給線破壊作戦でも活躍し、飛行場や江上の輸送船、鉄道、輸送トラックなどを襲って日本軍の戦力を無力化していった。
国共内戦後は台湾へ渡ったが、妹の王光美が中華人民共和国主席の劉少奇と結婚、また弟の王光英も中国共産党幹部を務めていたため、将官まで進級することは叶わなかった。
1962年、調到史政局擔任軍事史政組組長となり、半年後に退役を申請。その後は貿易会社に勤める事になる。
1985年、妻とともにアメリカのダラスに移住。2005年、戦勝60周年を記念して、中国の胡錦濤総書記・温家宝首相と会見。胡総書記より勲章が贈与された。その3年後の2008年7月9日、自宅でその生涯を終えた。享年92。
- 一等空軍復興栄誉勲章 1945年8月14日[7]
- 七等雲麾勲章（中国語版） 1945年8月14日[7]
- 二等空軍復興栄誉勲章 1945年9月15日[8]
- 抗戦勝利勲章（中国語版） 1946年10月10日[9]
- 乾元勲章 1947年4月15日[10]